# Aechmea bromeliifolia
Aechmea bromeliifolia é uma bromélia nativa do sul do México, América Central, Trinidade e América do Sul até o norte da Argentina.

## Descrição
Aechmea bromeliifolia pode ser encontrada crescendo no solo ou como epífita tanto em selvas quentes quanto em regiões áridas a uma altitude de até 760 m (2,500 ft). Cresce folhas verdes brilhantes que têm espinhos proeminentes e uma roseta em forma de garrafa. A inflorescência ramificada apresenta brácteas vermelhas com pétalas amarelo-esverdeadas; as flores são seguidas por bagas pretas que são consideradas comestíveis. A forma vermelha desta planta às vezes é vendida como Aechmea Schiedeana.

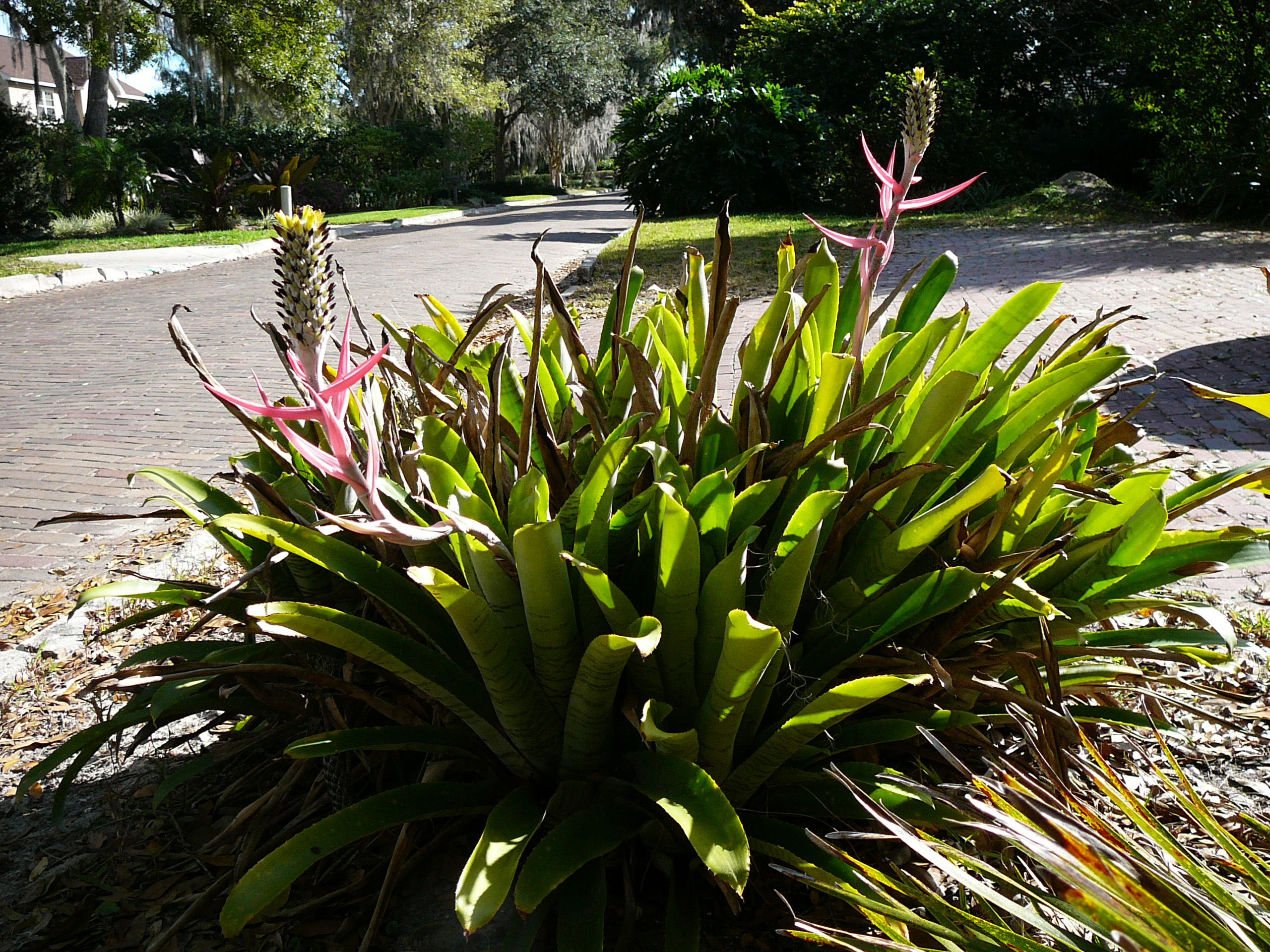
Aechmea Bromeliifolia
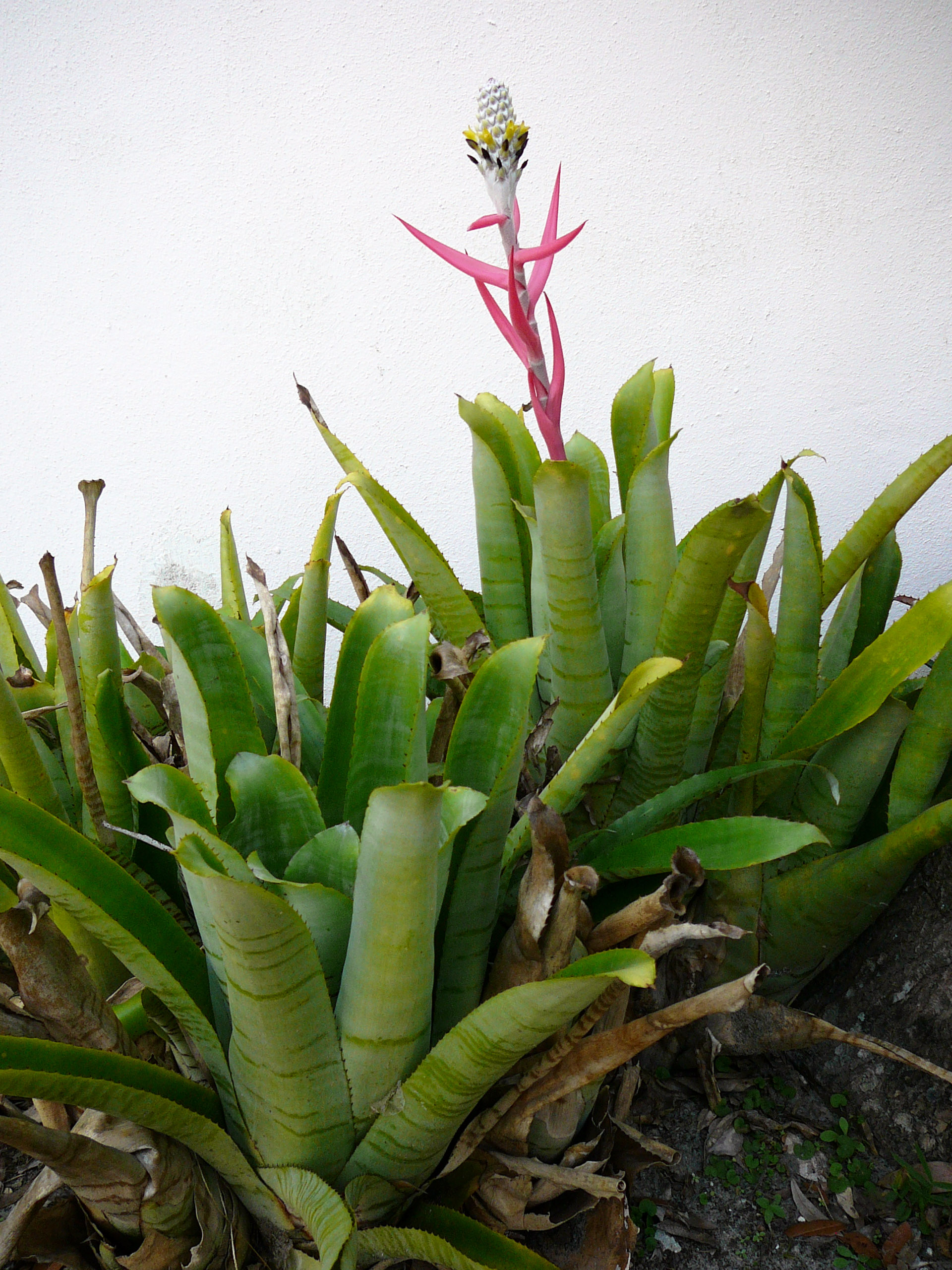
Aechmea Bromeliifolia

## Cultivares
- Aechmea 'Crossbands'[11]